# Filipe Soares Franco
Filipe Pinto Basto Soares Franco (Lisboa, 11 de março de 1953) é um administrador de empresas e dirigente desportivo português.

## Biografia
Filho varão secundogénito de Rui Guedes Soares Franco (Lisboa, 20 de Junho de 1925 - Cascais, Estoril, São João do Estoril, 28 de Outubro de 2004) e de sua mulher (Lisboa, 10 de Janeiro de 1951) Isabel Maria da Câmara Ferreira Pinto Basto (Cascais, Cascais, 8 de Agosto de 1928 - Lisboa, 8 de Julho de 2007), trineta do 1.º Visconde de Atouguia, de ascendência Inglesa, bisneta do 3.º Conde de Belmonte e do 3.º Conde de Sobral.
Estudou no Colégio Militar e licenciou-se em Administração e Gestão de Empresas pela Faculdade de Ciências Económicas e Empresariais da Universidade Católica Portuguesa em 1979.
Casou com Isabel Maria Borges Coutinho (Lisboa, São Mamede, 17 de Dezembro de 1956), filha de Duarte António Borges Coutinho, que usou o título de 4.º Marquês da Praia e Monforte e que em Monarquia seria Representante do Título de Barão do Linhó, Presidente do Sport Lisboa e Benfica, e de sua mulher Ana Maria Filomena Burnay Nogueira Soares Cardoso, filha do 2.º Visconde do Marco e duas vezes bisneta do 1º Conde de Burnay, divorciados, da qual teve três filhos e uma filha.
Exerceu diversas funções na administração do Grupo Vista Alegre, chegando a ser membro do Conselho de Administração da Vista Alegre Espanha. Depois, foi administrador-delegado e director-geral do Grupo Terrazul, administrador da Gil y Carvajal & Gras Savoye (operadora no sector da corretagem de seguros), da construtora Tecnovia, presidente da Saibrais (operadora no sector da extracção de areias), administrador da Pinto Basto e presidente da construtora Opway.
Foi presidente da Assembleia Municipal de Cascais, eleito pelo Partido Socialista, entre 2005 e 2009.
Iniciou carreira como dirigente desportivo no Grupo Desportivo Estoril Praia, onde foi Presidente em 1992-1993 e Presidente da Assembleia Geral em 1994-1995, em 1995-1996 e, novamente, de 2010-2014, e na Associação de Futebol de Lisboa. Mais tarde foi vice-presidente da Federação Portuguesa de Ténis. A 19 de Outubro de 2005 tornou-se presidente do Sporting Clube de Portugal, após um período conturbado no clube que levou o anterior presidente Dias da Cunha a demitir-se em solidariedade com o treinador José Peseiro. No seguimento do "Project Finance" apresentou uma proposta de viabilização, do clube, do seu bolso, que passava pela alienação de património não desportivo, no entanto a sua proposta não foi aprovada em Assembleia Geral o que o levou a convocar eleições antecipadas, garantindo que não se candidataria. Devido ao crescente apoio por parte de personalidades do clube, anunciou oficialmente a 12 de Abril de 2006 a sua recandidatura à presidência do Sporting Clube de Portugal gerando alguma controvérsia. Filipe Soares Franco foi eleito Presidente do Sporting Clube de Portugal para o triénio 2006-2009 com 74,2% dos votos, numa eleição a que compareceram 8100 sócios. No dia 8 de Janeiro de 2009 anunciou que não se recandidatava ao cargo, que terminou a 5 de Junho de 2009, sucedendo-lhe José Eduardo Bettencourt. A 8 de Setembro de 2011 anunciou sua candidatura para a presidência da Federação Portuguesa de Futebol, que perdeu.